# Stefan Gehrold
Stefan Gehrold (* 14. November 1965 in Freiburg) ist ein deutscher Rechtsanwalt, Politiker (CDU) und war von 2018 bis 2019 Europaabgeordneter.

## Leben
Gehrold studierte Rechtswissenschaften an der Universität Passau (1986–1989), der Universidade Católica de Porto (1989–1990) und der Universität Freiburg (1990–1992). Er wurde an der Universität Münster promoviert. Sein Referendariat absolvierte er am OLG Oldenburg. Anschließend bildete er sich zum Fachanwalt für Arbeitsrecht weiter.
Von 1997 bis 2000 war er stellvertretender Vorsitzender des Landescaritasverbandes Oldenburg und Vorsitzender des CDU-Stadtverbandes Lohne. Von 1998 bis 2001 war er Mitglied im Landesparteiausschuss der CDU Niedersachsen. Seit 2011 ist er Mitglied im Beirat der deutschen Gesellschaft für Wehrtechnik, des Fachausschusses Europa der CDU, der Arbeitsgruppe Europa der Deutschen Bischofskonferenz und der internationalen Kommission der MIT. Seit 2012 ist er im Vorstand der Europäischen Volkspartei.
Von 2011 bis 2017 leitete er das Europabüro der Konrad-Adenauer-Stiftung in Brüssel.
Am 20. September 2018 rückte Gehrold für Burkhard Balz in das EU-Parlament nach. Bei der Europawahl 2019 kandidierte er erneut, erhielt aber kein Mandat. Gehrold lebt in Saterland im Landkreis Cloppenburg.